# Eremocharis fruticosa
Eremocharis fruticosa är en flockblommig växtart som beskrevs av Rodolfo Amando Philippi. Eremocharis fruticosa ingår i släktet Eremocharis och familjen flockblommiga växter. Inga underarter finns listade i Catalogue of Life.